# Georges Darmois
Georges Darmois (Éply, 24 de junho de 1888 — Paris, 3 de janeiro de 1960) foi um matemático francês.
Em 1921 Darmois obteve o doutorado pela Universidade de Paris, orientado por Édouard Goursat. Em 1949 sucedeu Maurice Fréchet na cátedra de cálculo de probabilidades e física matemática na Universidade de Paris.